# Фьодор Ческонов
Фьодор Маркелович Ческонов (на ерзянски: Фёдор Маркелович Чесновковонь) е ерзянски писател, романист, драматург, литературен критик, участник в Първата световна война и Гражданската война в Русия. Той е един от основателите на мордовската литература.

## Биография
Фьодор Маркелович Ческонов е роден на 7 май 1896 г. в село Пилково, област Петровск, Руска империя. Завършва местно училище в селото.
През Първата световна война се присъединява към имперската армия и се бори срещу германците, а по време на Руската гражданска война се присъединява към Червената армия и се бори срещу царските сили.
След войната, Ческонов се посвещава на преподаването на комунизма на мордовския народ и изграждането на съвременна мордовска култура. През 1922 г. се премества в Москва и получава висше образование, апрез 1924 г. Ческонов завършва литературния факултет на Института за златни професори.
До 1932 г. работи като редактор в мордовския клон на Централното издателство на народите на СССР.
Докато живее в Москва, Ческонов, заедно с изтъкнатите мордовски учени А. Рябов и Т. Данилов, подготвя учебници за мордовски езикови училища. От 1933 г. работи като старши научен сътрудник в литературния сектор на Мордовския културно-изследователски институт в Саранск.
През 1934 г. той е делегат на Първия всесоюзен конгрес на съветските писатели. Тук представя доклад за мордовската литература.
Фьодор Маркелович Ческонов е репресиран и екзекутиран през 1938 г.

## Творчество
Ческонов публикува първата си творба през 1922 г. Това е разказа му „Старият учител“ – историята на селски учител в първите години на съветската власт. Скоро публикува множество сборници с разкази и есета.
Той пише разкази, есета, пътеписи, пиеси и други литературни произведения.
Героите в неговите творби са представители на работническата класа, а основните теми на неговите произведения са революция, гражданска война, колективизация, междукласова борба, установяване на комунистическа власт, борба срещу религиозните реликви и културната революция.
Фьодор Ческонов изиграва важна роля за формирането на драматичния жанр в мордовската литература – през 1924 г. публикува в „Центриздат“ множество свои пиеси.
Пиесите му разкриват актуалните проблеми и конфликти. Творбите се характеризират с отразяване на важни социални проблеми, сериозността на конфликтите и дълбоката психология. Автор е и на няколко детски книги.